# Дедюхина, Ксения Игоревна
Ксения Игоревна Дедюхина (род. 30 мая 1990, Бакал, Челябинская область) — российская спортсменка, многократная чемпионка России, Европы и мира по гиревому спорту.

## Биография
Родилась в семье учителей физкультуры, поэтому с раннего детства она успешно пробовала себя в легкой атлетике и вместе с братом и сестрой участвовала в различных соревнованиях. Главную роль в спортивной карьере Ксении сыграл её отец Игорь Владимирович, который помимо занятий в школе собирал гиревиков на соревнования. Этим он занялся и в 2005 году, но, не сумев найти достаточного количества спортсменов, Игорь Владимирович предложил место в команде своей дочери. На своих первых соревнованиях Ксения подняла 16-килограммовую гирю 10 раз без какой-либо предварительной подготовки. На этом все могло бы и закончиться, если бы отец не увидел в Ксении потенциал, через полгода постоянных тренировок девушка поехала на областные соревнования, где подняла гирю 110 раз и заняла первое место.
Позже были и вторые, и третьи места. После окончания школы Ксения поступила в Челябинский агроинженерный университет. В Челябинске начался новый виток карьеры, её начал тренировать Иван Денисов — многократный чемпион мира. Результат не заставил долго себя ждать, на чемпионате России в г. Санкт-Петербурге в 2009 году она выполнила норматив мастера спорта России. В том же году Ксения установила новый рекорд России в своем весе до 63 кг. Начиная с 2008 года в составе сборной девушка начинает выигрывать на чемпионатах России, Европы и мира.

## Семья
Осенью 2012 года вышла замуж за Андрея Логинова — профессионального легкоатлета.

## Звания
- 2008 г. — Победительница первенства Европы
- 2009 г. — Мастер спорта
- 2009 г. — Чемпион России, Европы и мира
- 2010 г. — Мастер спорта России международного класса
- 2012 г. — Чемпион России, Европы и мира
- 2013 г. — Чемпион России, Европы и мира
- 2014 г. — Чемпион России, Европы и мира
- 2015 г. — Чемпион России, Европы и мира
- 2015 г. — Заслуженный мастер спорта

## Достижения
- 2009 г. — Рекорд России в рывке гири весом 24 кг. — 120 рывков
- 2012 г. — Рекорд России 178 рывков гирей весом 24 кг.
- 2013 г. — Установила мировой рекорд: 189 рывков гирей весом 24 кг.
- 2014 г. — Первая среди женщин зафиксировала результат 200 подъёмов в рывке с гирей 24 кг